# 1964년 하계 올림픽 요트

제18회 하계 올림픽 요트 경기는 1964년 10월 12일에서 23일까지 일본 사가미만 에노섬에서 열렸다.